# Spandau (district)
Spandau is een van de 12 districten van Berlijn. Spandau is gelegen in het uiterste westen van de stad. De naam van het stadsdeel is internationaal zeer bekend geworden door de Spandaugevangenis, waar een aantal nazikopstukken na de Tweede Wereldoorlog hun straffen moesten uitzitten. Verdere bekendheid kreeg het nadat de Britse groep Spandau Ballet zich vernoemde naar de wijk.
Het district bestaat uit de stadsdelen Spandau, Haselhorst, Siemensstadt, Staaken, Gatow, Kladow, Hakenfelde, Falkenhagener Feld en Wilhelmstadt.
Tussen 1952 en 1990 behoorde het westelijke deel van Staaken tot de DDR. 

## Politiek
Samenstelling districtsraad
Falkenhagener Feld |
Gatow |
Hakenfelde |
Haselhorst |
Kladow |
Siemensstadt |
Spandau |
Staaken |
Wilhelmstadt
Charlottenburg-Wilmersdorf · 
Friedrichshain-Kreuzberg ·
Lichtenberg ·
Marzahn-Hellersdorf ·
Mitte ·
Neukölln ·
Pankow ·
Reinickendorf ·
Spandau ·
Steglitz-Zehlendorf ·
Tempelhof-Schöneberg ·
Treptow-Köpenick